# フランツ・ヨーゼフ・イン・バイエルン
フランツ・ヨーゼフ・イン・バイエルン（ドイツ語: Franz Joseph Herzog in Bayern, 1888年3月23日 - 1912年9月23日）は、ドイツ・バイエルン王家の傍系バイエルン公爵家（Herzog in Bayern）の公子。軍人、バイエルン王国議会議員。ベルギー王妃エリザベートの末弟にあたる。

## 生涯

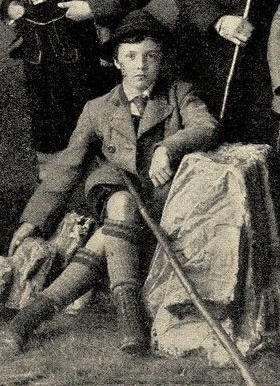
少年時代のフランツ・ヨーゼフ（1897年）

バイエルン公爵家の当主カール・テオドールと、その2番目の妻でポルトガルの廃王ミゲル1世の娘であるマリア・ジョゼの間の末息子（第5子、次男）として生まれた。全名はフランツ・ヨーゼフ・ミヒャエル・カール・マリア・エヴァリストゥス・クイリヌス・オットカール（Franz Joseph Michael Karl Maria Evaristus Quirinus Ottokar）。バイエルン王国軍第1槍騎兵連隊の陸軍中尉となり、ミュンヘン王立騎兵学校の特別教官も務めた。他のヴィッテルスバッハ家の人々と同じく乗馬の名手で、数多くの馬術大会で入賞している。小児麻痺のため24歳で死去した。未婚だったが、恋人のリリー・シュトックハマー（Lilly Stockhammer, 1891年 - 1952年）との間に庶出の息子がおり、リリーが後にプロイセン王子ヨアヒム・アルブレヒトと結婚した関係で、この息子はフォン・プロットニッツ＝シュトックハマーの貴族姓を与えられている。